# 루트비히 트렙테

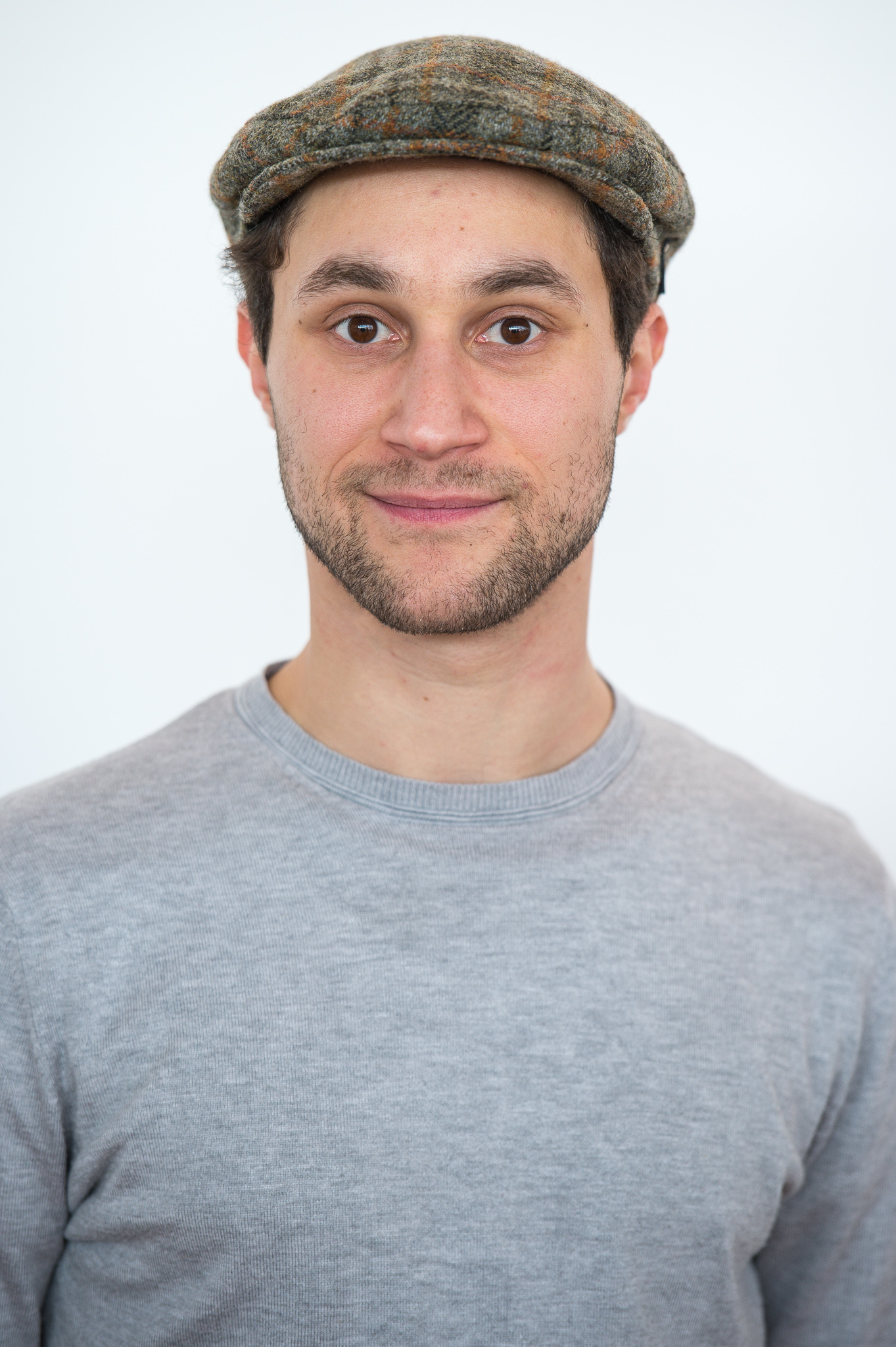

루트비히 트렙테(독일어: Ludwig Trepte, 1988년 5월 17일 ~ )는 독일의 배우이다.
베를린에서 태어났다.

## 영화
- 윗 컴플리멘츠 프롬 더 컴퍼니 (2017년)
- 타이거 밀크 (2017년)
- 노웨어 (2016년)
- 더 라스트 윌 (2015년)
- 거미줄로 덮인 집 (2015년)
- 오픈 더 월 (2014년)
- 포화속의 우정 (2013년) - 빅터 역
- 당신이 보지 못하는 것 (2009년)
- 피스 오브 미 (2008년)
- 세븐 데이 선데이 (2007년)
- Schwesterherz (2006년)
- 켈러 - 틴에이지 웨이스트랜드 (2005년) - 폴 역
- 컴뱃 세크젠 (2005년)
- 에밀과 탐정들 (2001년)